# Miles Malleson
Miles Malleson (Croydon, 25 maggio 1888 – Londra, 15 marzo 1969) è stato un attore, sceneggiatore e drammaturgo inglese.

## Biografia
Miles Malleson svolse la sua carriera di studi dapprima al Brighton College nel Sussex, poi all'Università di Cambridge, seguendo il suo desiderio di insegnare in una scuola. 
Dopo poco tempo decise invece di dedicarsi alla drammaturgia, frequentando il Repertory Theatre di Liverpool e poi la Royal Academy of Dramatic Art a Londra.
Esordì nel 1913 come drammaturgo, evidenziando caratteristiche socialmente progressiste che espresse spesso nel suo lavoro, come quando presenziò nel consiglio consultivo del Masses Stage and Film Guild, istituito dal Partito laburista nel 1929 per diffondere spettacoli e film di tematiche internazionali al pubblico della classe operaia.
Dedicò le sue prime produzioni teatrali alle tematiche inerenti alla prima guerra mondiale, D Company e Black Eill, e ad argomenti politico-sociali; successivamente tradusse e adattò opere classiche e contemporanee straniere.
Come sceneggiatore, il suo periodo più fertile risultò negli anni trenta e quaranta, quando scrisse inizialmente su tematiche storiche come La favorita di Carlo II (1934), Rhodes of Africa (1936) e La grande imperatrice (1937). 
In molti di questi film, all'inizio degli anni trenta, recitò in ruoli secondari, e dalla metà del decennio ricevette un numero crescente di proposte di lavoro sia come attore sia come sceneggiatore. Nel corso della sua carriera apparve in quasi cento film, recitando in tutti i generi, dai thriller di Alfred Hitchcock alle commedie di Ealing.
Si rivelò uno tra i più importanti attori contemporanei, grazie alla sua originale e raffinata comicità, aiutata da un volto espressivo, significativo e sfuggente, da uno spirito genuino, da una grande energia e da una voce modulabile in tutti i toni del grottesco.
Interpretò con successo i personaggi comici shakespeariani, da Sir Andrew ne La dodicesima notte a Sir Nathaniel nelle Pene d'amor perdute.
Successivamente lavorò come sceneggiatore in due documentari per Paul Rotha, Land of Promise (1946) e World of Plenty (1943).
Come attore si distinse nel ruolo del boia filosofeggiante in Sangue blu (1949), Canon Chasuble in L'importanza di chiamarsi Ernesto (1952), Dr. McAdam in Folly to Be Wise (1952), l'avvocato Grimes in 4 in legge (1957) e come Windrush Sr. in Operazione fifa (1956) e Nudi alla meta (1959).
Verso la fine della sua carriera apparve in parti cameo nei film comici, e fece numerose apparizioni nei film dell'orrore della Hammer Film Productions tra cui Dracula il vampiro (1958) e La furia dei Baskerville (1959), prima che problemi alla vista lo costringessero a ritirarsi verso la metà degli anni sessanta.
Si sposò tre volte: nel 1915 con l'aspirante attrice Lady Constance Annesley, ma divorziarono nel 1923 e Malleson in seguito sposò Joan Billson, che morì nel 1956; la sua terza moglie fu Tatiana Lieven.

## Filmografia

### Sceneggiatore
- Night Birds, regia di Richard Eichberg (1930)
- The W Plan, regia di Victor Saville (1930)
- Due mondi (Two Worlds), regia di Ewald André Dupont (1930)
- Night in Montmartre, regia di Leslie S. Hiscott (1931)
- Children of Fortune, regia di Alexander Esway (1931)
- La città canora (City of Song), regia di Carmine Gallone (1931)
- Sally in Our Alley, regia di Maurice Elvey (1931)
- The Water Gipsies, regia di Maurice Elvey (1932)
- Strange Evidence, regia di Robert Milton (1933)
- Summer Lighting, regia di Maclean Rogers (1933)
- Lorna Doone, regia di Basil Dean (1934)
- Nell Gwyn, regia di Herbert Wilcox (1934)
- Tudor Rose, regia di Robert Stevenson (1936)
- Victoria the Great, regia di Herbert Wilcox (1937)
- Action for Slander, regia di Tim Whelan (1937)
- Il ladro di Bagdad (The Thief of Bagdad), regia di Ludwig Berger (1940)
- Il primo dei pochi (The First of the Few), regia di Leslie Howard (1942)
- They Flew Alone, regia di Herbert Wilcox (1942)
- Squadron Leader X, regia di Lance Comfort (1943)
- They Met in the Dark, regia di Karel Lamač (1943)
- Yellow Canary, regia di Herbert Wilcox (1943)

### Attore
- Summer Lighting, regia di Maclean Rogers (1933)
- La donna di picche (The Queen of Spades), regia di Thorold Dickinson (1949)
- Lo schiavo dell'oro (Scrooge), regia di Brian Desmond Hurst (1951)
- Robin Hood (The Adventures of Robin Hood) – serie TV, episodio 2x02 (1956)
- La furia dei Baskerville (The Hound of the Baskervilles), regia di Terence Fisher (1959)
- Sotto coperta con il capitano (The Captain's Table), regia di Jack Lee (1959)
- L'occhio che uccide (Peeping Tom), regia di Michael Powell (1960)

## Doppiatori italiani
- Mario Besesti ne La donna di picche
- Lauro Gazzolo ne La furia dei Baskerville